# Docent Chocholoušek
Docent Chocholoušek je fiktivní postava psychiatra z československého komediálního filmu Jáchyme, hoď ho do stroje! z roku 1974.

## Vznik postavy
Docenta Chocholouška ve filmu ztvárnil Václav Lohniský. Pro svůj neotřelý vzhled byl scenáristickou dvojicí Zdeňkem Svěrákem a Ladislavem Smoljakem vybrán právě pro tuto (zpočátku zápornou) postavu tvrdého nesmlouvavého lékaře, z jehož psychiatrického ústavu není snadné se jen tak dostat. Film vznikl z popudu dramaturga barrandovských ateliérů Sergeje Machonina, který po jednom z představení Vraždy v salónním coupé přišel za Svěrákem a Smoljakem, zda by nechtěli napsat film. V tomto filmu se poprvé projevil cimrmanovský humor na stříbrném plátně. Role Václavu Lohniskému změnila život a natolik zlidověla, že již navždy byl s docentem Chocholouškem spjat, byl tak nazýván i ve svém osobním životě. Docent Chocholoušek se stal lidovým synonymem českých psychiatrů. Zdeněk Svěrák vzpomíná na příhodu s Václavem Lohniským, který měl ve scénáři text „sanitka se řítí ulicemi a dravčí oči docenta Chocholouška pátrají přes sklo“. Po natočení scény se Lohniský ptal, zda měl dostatečně „dravčí“ oči.

## Popis postavy
Chocholoušek působí na fiktivní psychiatrické klinice (pro natáčení využit zámek Štiřín) jako přednosta. Pacienty mu sjednává vedoucí autoservisu Karfík (ztvárnil Ladislav Smoljak) a podnikový psycholog Klásek (Zdeněk Svěrák). Každého čtvrt roku je z tohoto autoservisu hospitalizován jeden ze zaměstnanců, který se vždy zblázní podle Karfíkova názoru z úplatků. Vedoucí Karfík pomocí kamery přistihne jednoho dne Františka Koudelku (Luděk Sobota), jak si vytahuje z kapsy štosy bankovek a mumlá si, že je blázen. Okamžitě telefonuje docentu Chocholouškovi. Saniťáci (Josef Hlinomaz, František Husák) však nedopadnou Koudelku, ale Bédu Hudečka (Josef Dvořák). Na Konopišti, kde se koná výstava japonského miniaturistického malíře Uko Ješity, je Ješita zadržen a odvezen saniťáky docenta Chocholouška, jelikož se domnívají, že zadrželi Koudelku. Ještě předtím se stejnou myšlenkou odchytí vítěze závodu Konopišťské kolo. Docent Chocholoušek má již přešlapů svých sanitářů po krk a na další výjezd vyráží s nimi. I Chocholoušek se splete, když odchytí uklízeče v tělocvičně, kde probíhal turnaj juda, v domněnce, že jde o Františka Koudelku. Ani při posledním zátahu se Chocholouškovi s jeho týmem nepodaří Františka Koudelku polapit, místo něj si odváží Karla (Karel Novák), Františkova soka v lásce. Nakonec se už tak pološílený docent Chocholoušek zblázní a protitankovou tarasnicí (která byla zabavena uprchlému pacientovi, s jejíž pomocí zničil tři sanitní vozy, než byl dopaden) pálí po svých asistentech. Náboje mu dobíjí vedoucí autoservisu Karfík a psycholog Klásek se slovy „Já se z toho Chocholouška zblázním!“.
Diagnostický styl docenta Chocholouška je postaven na tom, že cokoliv pacient řekne, slouží pouze k utvrzení názoru, který už má lékař dávno hotový., a kdokoliv řekne, že je blázen, hned je za blázna skutečně považován.

## Zlidovělá postava a výroky
Hlášky docenta Chocholouška v reálném světě zlidověly a postava Chocholouška je námětem mnoha vtipů a vešla do lidové mluvy.